# Anthony Lamb
Anthony Miles Lamb, né le 20 janvier 1998 à Rochester dans l'État de New York, est un joueur américain de basket-ball évoluant au poste d'ailier voire d'ailier fort.

## Biographie
Lors de la draft 2020, il est n'est pas sélectionné.
Le 9 mars 2021, il signe un contrat two-way avec les Rockets de Houston. En septembre 2021, son contrat two-way est prolongé. Il est coupé le 18 octobre 2021.
Le 6 janvier 2022, il signe pour 10 jours avec les Spurs de San Antonio.
Fin mars 2022, il signe un contrat two-way en faveur des Rockets de Houston.
Il participe à la NBA Summer League 2022 avec les Rockets.
En octobre 2022, il signe un contrat two-way en faveur des Warriors de Golden State. En mars 2023, son contrat two-way est converti en un contrat standard.

## Palmarès
- 3e place au championnat des Amériques 2022